# Rhytidanthera
Rhytidanthera es un género de plantas fanerógamas que pertenecen a la familia Ochnaceae.  Comprende 6 especies descritas y de estas, solo 2  aceptadas.

## Taxonomía
El género fue descrito por (Planch.) Tiegh. y publicado en Annales des Sciences Naturelles Botanique, sér. 8 19: 43. 1904.  La especie tipo es:  Rhytidanthera splendida (Planch.) Tiegh.  

## Especies aceptadas
A continuación se brinda un listado de las especies del género Rhytidanthera  aceptadas hasta mayo de 2014, ordenadas alfabéticamente. Para cada una se indica el nombre binomial seguido del autor, abreviado según las convenciones y usos: 
- Rhytidanthera magnifica (Gleason) Dwyer
- Rhytidanthera splendida (Planch.) Tiegh.